# 第三腓骨筋
第三腓骨筋（だいさんひこつきん、Peroneus tertius muscle）は人間の下肢の筋肉で足関節の背屈、外反を行う。
腓骨下部の前面から起こり、第5中足骨基底部で停止する。